# Блерім Джемайлі
Блерім Джемайлі (нім. Blerim Džemaili, мак. Блерим Џемаили, алб. Blerim Xhemajli, нар. 12 квітня 1986, Тетово) — швейцарський футболіст албанського походження, півзахисник збірної Швейцарії та китайського клубу «Шеньчжень».

## Клубна кар'єра
Народився 12 квітня 1986 року в місті Тетово, СФРЮ (нині — Північна Македонія) в родині албанців. У віці 4 років батьки Блерима переселилися до Швейцарії у місто Цюрих. Вихованець юнацьких команд футбольних клубів «Янг Феллоуз Ювентус» та «Цюрих».
У дорослому футболі дебютував 2003 року виступами за «Цюрих», в якій провів чотири сезони, взявши участь у 111 матчах чемпіонату. Більшість часу, проведеного у складі «Цюриха», був основним гравцем команди. За цей час двічі виборював титул чемпіона Швейцарії, а також ставав володарем Кубка Швейцарії.
Влітку 2007 року на правах вільного агента перейшов в англійський «Болтон Вондерерз», проте майже відразу зазнав травми і не провів за команду в чемпіонаті жодного матчу. Крім того, ця травма не дозволила футболісту зіграти на домашньому Євро-2008.
Своєю грою за останню команду привернув увагу представників тренерського штабу клубу «Торіно», до складу якого приєднався на правах оренди 1 вересня 2008 року. Граючи у складі «Торіно» також здебільшого виходив на поле в основному складі команди, і після завершення сезону італійський клуб викупив контракт футболіста.
Але вже 31 серпня 2009 року футболіст на правах оренди був відданий до «Парми», яка після завершення сезону викупила контракт швейцарця. Всього у складі «Парми» Блерим провів наступні два роки своєї кар'єри гравця. Тренерським штабом нового клубу також розглядався як гравець «основи».
До складу клубу «Наполі» приєднався 25 червня 2011 року за 9 млн євро. Протягом наступних трьох сезонів у Неаполі був одним з основних півзахисників місцевої команди.
Утім у вересні 2014 року «Наполі» погодив перехід Джемайлі до турецького «Галатасарая» за 2,35 мільйони євро. У складі турецького гранда, утім, швейцарець не заграв, провівши протягом сезону 2014/15 лише 11 матчів у турецькій першості. Тож на сезон 2015/16 він повертався до Італії, де на умовах оренди грав за «Дженоа».
В Італії у Джемайлі традиційно виходило показувати достатній рівень гри і, коли після повернення до «Галатасарая» з оренди стало зрозуміло, що турецькому клубові він не потрібен, гравця за 1,3 мільйони євро придбала «Болонья». У складі цієї команди провів майже весь сезон 2016/17, після чого з травня 2017 до січня 2018 грав як орендований гравець за команду MLS «Монреаль Імпакт». За канадську команду провів 22 гри, в яких забив сім голів і зробив десять результативних передач, після чого повернувся до «Болоньї».
31 січня 2020 року 33-річний півзахисник перейшов до китайського «Шеньчженя», куди його запросив наставник команди Роберто Донадоні, що раніше працював зі швейцарцем в «Болоньї».

## Виступи за збірні
Протягом 2004–2008 років залучався до складу молодіжної збірної Швейцарії. На молодіжному рівні зіграв у 16 офіційних матчах, забив 4 голи.
1 березня 2006 року дебютував в офіційних матчах у складі національної збірної Швейцарії.
У складі збірної був учасником чемпіонату світу 2006 року у Німеччині.
2014 року був включений до заявки збірної на тогорічний чемпіонат світу у Бразилії. На турнірі взяв участь у трьох з чотирьох матчів своєї збірної, включаючи програну гру стадії 1/8 фіналу проти майбутніх фіналістів змагання аргентинців. В усіх свої матчах на мундіалі виходив на поле на заміну, відзначився забитим голом у грі групового етапу проти Франції (2:5).
На Євро-2016 швейцарці знову дійшли до первого раунду плей-оф (1/8 фіналу), а Джемайлі вже був гравцем стартового складу в усіх іграх команди на турнірі.
2018 року був включений до заявки збірної для участі у своїй другій світовій першості — тогорічному чемпіонаті світу в Росії, який знову розпочав як основний півзахисник.

## Статистика виступів

### Статистика клубних виступів
Статистика станом на 29 лютого 2020 року
| Сезон               | Команда             | Чемпіонат           | Чемпіонат | Чемпіонат | Національний кубок | Національний кубок | Національний кубок | Континентальні кубки | Континентальні кубки | Континентальні кубки | Інші змагання | Інші змагання | Інші змагання | Усього | Усього |
| Сезон               | Команда             | Ліга                | Ігор      | Голів     | Ліга               | Ігор               | Голів              | Ліга                 | Ігор                 | Голів                | Ліга          | Ігор          | Голів         | Ігор   | Голів  |
| ------------------- | ------------------- | ------------------- | --------- | --------- | ------------------ | ------------------ | ------------------ | -------------------- | -------------------- | -------------------- | ------------- | ------------- | ------------- | ------ | ------ |
| 2003-04             | «Цюрих»             | ЧШ                  | 30        | 2         | КШ                 | 4                  | 0                  | —                    | —                    | —                    | —             | —             | —             | 34     | 2      |
| 2004-05             | «Цюрих»             | ЧШ                  | 26        | 1         | КШ                 | 6                  | 0                  | —                    | —                    | —                    | —             | —             | —             | 32     | 1      |
| 2005-06             | «Цюрих»             | ЧШ                  | 32        | 3         | КШ                 | 5                  | 3                  | КУЄФА                | 4                    | 1                    | —             | —             | —             | 41     | 7      |
| 2006-07             | «Цюрих»             | ЧШ                  | 23        | 3         | КШ                 | 4                  | 1                  | ЛЧ                   | 2                    | 0                    | —             | —             | —             | 29     | 4      |
| Усього за «Цюрих»   | Усього за «Цюрих»   | Усього за «Цюрих»   | 111       | 9         |                    | 19                 | 4                  |                      | 6                    | 1                    |               | —             | —             | 136    | 14     |
| 2007-08             | «Болтон Вондерерз»  | ПЛ                  | 0         | 0         | КА                 | 1                  | 0                  | —                    | —                    | —                    | —             | —             | —             | 1      | 0      |
| 2008-09             | «Торіно»            | A                   | 30        | 0         | КІ                 | 2                  | 0                  | —                    | —                    | —                    | —             | —             | —             | 32     | 0      |
| 2009-10             | «Торіно»            | B                   | —         | —         | КІ                 | 2                  | 0                  | —                    | —                    | —                    | —             | —             | —             | 2      | 0      |
| Усього за «Торіно»  | Усього за «Торіно»  | Усього за «Торіно»  | 30        | 0         |                    | 4                  | 0                  |                      | —                    | —                    |               | —             | —             | 34     | 0      |
| 2009-10             | «Парма»             | A                   | 19        | 0         | КІ                 | 0                  | 0                  | —                    | —                    | —                    | —             | —             | —             | 19     | 0      |
| 2010-11             | «Парма»             | A                   | 30        | 1         | КІ                 | 1                  | 0                  | —                    | —                    | —                    | —             | —             | —             | 31     | 1      |
| Усього за «Парму»   | Усього за «Парму»   | Усього за «Парму»   | 49        | 1         |                    | 1                  | 0                  |                      | —                    | —                    |               | —             | —             | 50     | 1      |
| 2011-12             | «Наполі»            | A                   | 28        | 3         | КІ                 | 5                  | 0                  | ЛЧ                   | 6                    | 0                    | —             | —             | —             | 39     | 3      |
| 2012–13             | «Наполі»            | A                   | 34        | 7         | КІ                 | 0                  | 0                  | ЛЄ                   | 7                    | 2                    | СІ            | 0             | 0             | 41     | 9      |
| 2013–14             | «Наполі»            | A                   | 24        | 6         | КІ                 | 1                  | 0                  | ЛЧ+ЛЄ                | 3+1                  | 0                    | -             | -             | -             | 29     | 6      |
| Усього за «Наполі»  | Усього за «Наполі»  | Усього за «Наполі»  | 86        | 16        |                    | 6                  | 0                  |                      | 17                   | 2                    |               |               | -             | 109    | 18     |
| 2014–15             | «Галатасарай»       | СЛ                  | 11        | 0         | КТ                 | 5                  | 1                  | ЛЧ                   | 4                    | 0                    | СТ            | -             | -             | 20     | 1      |
| 2015–16             | «Дженоа»            | A                   | 27        | 3         | КІ                 | 0                  | 0                  |                      | -                    | -                    | -             | -             | -             | 27     | 3      |
| 2016–17             | «Болонья»           | A                   | 31        | 8         | КІ                 | 2                  | 1                  | -                    | -                    | -                    | -             | -             | -             | 33     | 9      |
| 2017                | «Монреаль Імпакт»   | MLS                 | 22        | 7         | ЧК                 | 3                  | 1                  |                      | -                    | -                    |               | -             | -             | 25     | 8      |
| 2017–18             | «Болонья»           | A                   | 15        | 1         | КІ                 | 0                  | 0                  | -                    | -                    | -                    | -             | -             | -             | 15     | 1      |
| 2018–19             | «Болонья»           | A                   | 28        | 1         | КІ                 | 2                  | 1                  | -                    | -                    | -                    | -             | -             | -             | 30     | 2      |
| 2019–20             | «Болонья»           | A                   | 14        | 1         | КІ                 | 0                  | 0                  | -                    | -                    | -                    | -             | -             | -             | 14     | 1      |
| Усього за «Болонью» | Усього за «Болонью» | Усього за «Болонью» | 88        | 11        |                    | 4                  | 2                  |                      | -                    | -                    |               | -             | -             | 92     | 13     |
| Усього за кар'єру   | Усього за кар'єру   | Усього за кар'єру   | 411       | 47        |                    | 43                 | 8                  |                      | 27                   | 3                    |               | -             | -             | 481    | 59     |

### Статистика виступів за збірну
Статистика станом на 27 серпня 2019 року
| Дата       | Місто               | Господарі         | Результат               | Гості             | Турнір               | Голи | Примітки |
| ---------- | ------------------- | ----------------- | ----------------------- | ----------------- | -------------------- | ---- | -------- |
| 01/03/2006 | Глазго              | Шотландія         | 1 – 3                   | Швейцарія         | товариський матч     | -    |          |
| 27/05/2006 | Базель              | Швейцарія         | 1 – 1                   | Кот-д'Івуар       | товариський матч     | -    |          |
| 03/06/2006 | Цюрих               | Швейцарія         | 4 – 1                   | КНР               | товариський матч     | -    |          |
| 16/08/2006 | Вадуц               | Ліхтенштейн       | 0 – 3                   | Швейцарія         | товариський матч     | -    |          |
| 15/11/2006 | Базель              | Швейцарія         | 1 – 2                   | Бразилія          | товариський матч     | -    |          |
| 07/02/2007 | Дюссельдорф         | Німеччина         | 3 – 1                   | Швейцарія         | товариський матч     | -    |          |
| 23/03/2007 | Форт-Лодердейл      | Швейцарія         | 2 – 0                   | Ямайка            | товариський матч     | -    |          |
| 19/11/2008 | Санкт-Галлен        | Швейцарія         | 1 – 0                   | Фінляндія         | товариський матч     | -    |          |
| 11/02/2009 | Женева              | Швейцарія         | 1 – 1                   | Болгарія          | товариський матч     | -    |          |
| 01/04/2009 | Женева              | Швейцарія         | 2 – 0                   | Молдова           | Відбір до ЧС 2010    | -    |          |
| 09/02/2011 | Аттард              | Мальта            | 0 – 0                   | Швейцарія         | товариський матч     | -    |          |
| 26/03/2011 | Софія               | Болгарія          | 0 – 0                   | Швейцарія         | Відбір до ЧЄ 2012    | -    |          |
| 04/06/2011 | Лондон              | Англія            | 2 – 2                   | Швейцарія         | Відбір до ЧЄ 2012    | -    |          |
| 10/08/2011 | Вадуц               | Ліхтенштейн       | 1 – 2                   | Швейцарія         | товариський матч     | -    |          |
| 06/09/2011 | Базель              | Швейцарія         | 3 – 1                   | Болгарія          | Відбір до ЧЄ 2012    | -    |          |
| 11/11/2011 | Амстердам           | Нідерланди        | 0 – 0                   | Швейцарія         | товариський матч     | -    |          |
| 15/11/2011 | Люксембург          | Люксембург        | 0 – 1                   | Швейцарія         | товариський матч     | -    |          |
| 29/02/2012 | Берн                | Швейцарія         | 1 – 3                   | Аргентина         | товариський матч     | -    |          |
| 15/08/2012 | Спліт               | Хорватія          | 2 – 4                   | Швейцарія         | товариський матч     | -    |          |
| 07/09/2012 | Любляна             | Словенія          | 0 – 2                   | Швейцарія         | Відбір до ЧС 2014    | -    |          |
| 11/09/2012 | Люцерн              | Швейцарія         | 2 – 0                   | Албанія           | Відбір до ЧС 2014    | -    |          |
| 12/10/2012 | Берн                | Швейцарія         | 1 – 1                   | Норвегія          | Відбір до ЧС 2014    | -    |          |
| 16/10/2012 | Рейк'явік           | Ісландія          | 0 – 2                   | Швейцарія         | Відбір до ЧС 2014    | -    |          |
| 14-11-2012 | Сус                 | Туніс             | 1 – 2                   | Швейцарія         | товариський матч     | -    |          |
| 8-6-2013   | Женева              | Швейцарія         | 1 – 0                   | Кіпр              | Відбір до ЧС 2014    | -    | 67'      |
| 14-8-2013  | Базель              | Швейцарія         | 1 – 0                   | Бразилія          | товариський матч     | -    |          |
| 6-9-2013   | Берн                | Швейцарія         | 4 – 4                   | Ісландія          | Відбір до ЧС 2014    | 1    |          |
| 10-9-2013  | Осло                | Норвегія          | 0 – 2                   | Швейцарія         | Відбір до ЧС 2014    | -    |          |
| 11-10-2013 | Тирана              | Албанія           | 1 – 2                   | Швейцарія         | Відбір до ЧС 2014    | -    |          |
| 15-10-2013 | Берн                | Швейцарія         | 1 – 0                   | Словенія          | Відбір до ЧС 2014    | -    |          |
| 15-11-2013 | Сеул                | Південна Корея    | 2 – 1                   | Швейцарія         | товариський матч     | -    |          |
| 5-3-2014   | Санкт-Галлен        | Швейцарія         | 2 – 2                   | Хорватія          | товариський матч     | -    |          |
| 30-5-2014  | Люцерн              | Швейцарія         | 1 – 0                   | Ямайка            | товариський матч     | -    |          |
| 3-6-2014   | Люцерн              | Швейцарія         | 2 – 0                   | Перу              | товариський матч     | -    | 46'      |
| 20-6-2014  | Сальвадор           | Швейцарія         | 2 – 5                   | Франція           | ЧС 2014 - 1-й етап   | 1    | 46'      |
| 25-6-2014  | Манаус              | Гондурас          | 0 – 3                   | Швейцарія         | ЧС 2014 - 1-й етап   | -    | 87'      |
| 1-7-2014   | Сан-Паулу           | Аргентина         | 1 – 0 д.ч.              | Швейцарія         | ЧС 2014 - 1/8 фіналу | -    | 113'     |
| 8-9-2014   | Базель              | Швейцарія         | 0 – 2                   | Англія            | Відбір до ЧЄ 2016    | -    | 74'      |
| 14-10-2014 | Серравалле          | Сан-Марино        | 0 – 4                   | Швейцарія         | Відбір до ЧЄ 2016    | 1    | 28'      |
| 15-11-2014 | Санкт-Галлен        | Швейцарія         | 4 – 0                   | Литва             | Відбір до ЧЄ 2016    | -    |          |
| 10-6-2015  | Тун                 | Швейцарія         | 3 – 0                   | Ліхтенштейн       | товариський матч     | 2    | 74'      |
| 14-6-2015  | Вільнюс             | Литва             | 1 – 2                   | Швейцарія         | Відбір до ЧЄ 2016    | -    | 58'      |
| 5-9-2015   | Базель              | Швейцарія         | 3 – 2                   | Словенія          | Відбір до ЧЄ 2016    | -    | 64'      |
| 8-9-2015   | Лондон              | Англія            | 2 – 0                   | Швейцарія         | Відбір до ЧЄ 2016    | -    | 79'      |
| 12-10-2015 | Таллінн             | Естонія           | 0 – 1                   | Швейцарія         | Відбір до ЧЄ 2016    | -    |          |
| 25-3-2016  | Дублін              | Ірландія          | 1 – 0                   | Швейцарія         | товариський матч     | -    | 40' 71'  |
| 28-5-2016  | Каруж               | Швейцарія         | 1 – 2                   | Бельгія           | товариський матч     | 1    | 78'      |
| 3-6-2016   | Лугано              | Швейцарія         | 2 – 1                   | Мальдіви          | товариський матч     | -    | 77'      |
| 11-6-2016  | Ленс                | Албанія           | 0 – 1                   | Швейцарія         | ЧЄ 2016 - 1-й етап   | -    | 76'      |
| 15-6-2016  | Париж               | Румунія           | 1 – 1                   | Швейцарія         | ЧЄ 2016 - 1-й етап   | -    | 83'      |
| 19-6-2016  | Вільнев-д'Аск       | Швейцарія         | 0 – 0                   | Франція           | ЧЄ 2016 - 1-й етап   | -    |          |
| 25-6-2016  | Сент-Етьєн          | Швейцарія         | 1 – 1 д.ч. (4 - 5 п.п.) | Польща            | ЧЄ 2016 - 1/8 фіналу | -    | 58'      |
| 6-9-2016   | Базель              | Швейцарія         | 2 – 0                   | Португалія        | Відбір до ЧС 2018    | -    | 89'      |
| 7-10-2016  | Будапешт            | Угорщина          | 2 – 3                   | Швейцарія         | Відбір до ЧС 2018    | -    | 80'      |
| 13-11-2016 | Люцерн              | Швейцарія         | 2 – 0                   | Фарерські острови | Відбір до ЧС 2018    | -    | 80'      |
| 25-3-2017  | Каруж               | Швейцарія         | 1 – 0                   | Латвія            | Відбір до ЧС 2018    | -    |          |
| 9-6-2017   | Торсгавн            | Фарерські острови | 0 – 2                   | Швейцарія         | Відбір до ЧС 2018    | -    | 86'      |
| 3-9-2017   | Будапешт            | Латвія            | 0 – 3                   | Швейцарія         | Відбір до ЧС 2018    | 1    |          |
| 10-10-2017 | Лісабон             | Португалія        | 2 – 0                   | Швейцарія         | Відбір до ЧС 2018    | -    | 66'      |
| 9-11-2017  | Белфаст             | Північна Ірландія | 0 – 1                   | Швейцарія         | Відбір до ЧС 2018    | -    | 83'      |
| 12-11-2017 | Базель              | Швейцарія         | 0 – 0                   | Північна Ірландія | Відбір до ЧС 2018    | -    | 61'      |
| 23-3-2018  | Афіни               | Греція            | 0 – 1                   | Швейцарія         | товариський матч     | 1    |          |
| 27-3-2018  | Люцерн              | Швейцарія         | 6 – 0                   | Панама            | товариський матч     | 1    | 46'      |
| 3-6-2018   | Віла-Реал (Іспанія) | Іспанія           | 1 – 1                   | Швейцарія         | товариський матч     | -    | 46'      |
| 8-6-2018   | Лугано              | Швейцарія         | 2 – 0                   | Японія            | товариський матч     | -    | 65'      |
| 17-6-2018  | Ростов-на-Дону      | Бразилія          | 1 – 1                   | Швейцарія         | ЧС 2018 - 1-й етап   | -    |          |
| 22-6-2018  | Калінінград         | Сербія            | 1 – 2                   | Швейцарія         | ЧС 2018 - 1-й етап   | -    | 73'      |
| 27-6-2018  | Нижній Новгород     | Швейцарія         | 2 – 2                   | Коста-Рика        | ЧС 2018 - 1-й етап   | 1    |          |
| 3-7-2018   | Санкт-Петербург     | Швеція            | 1 – 0                   | Швейцарія         | ЧС 2018 - 1/8 фіналу | -    | 73'      |
| Усього     |                     | Матчів            | 69                      |                   | Голів                | 10   |          |

## Титули і досягнення
- Чемпіон Швейцарії (3):

«Цюрих»: 2005-06, 2006-07, 2021-22
- Володар Кубка Швейцарії (1):

«Цюрих»: 2004-05
- Володар Кубка Італії (1):

«Наполі»: 2011-12, 2013-14
- Чемпіон Туреччини (1):

«Галатасарай»: 2014-15
- Володар Кубка Туреччини (1):

«Галатасарай»: 2014-15